# Northwest Airlines
Northwest Airlines – powstała w 1926 jako Northwest Airways amerykańska linia lotnicza z siedzibą w Eagan w stanie Minnesota. Zakończyła działalność w 2010 po połączeniu z Delta Air Lines. W tym czasie linia posiadała 126 Airbus A320/A319, 32 Airbus A330, 16 Boeing 747-400, 61 Boeing 757, 68 McDonnell Douglas DC-9 i 15 transportowych Boeing 747-200F.

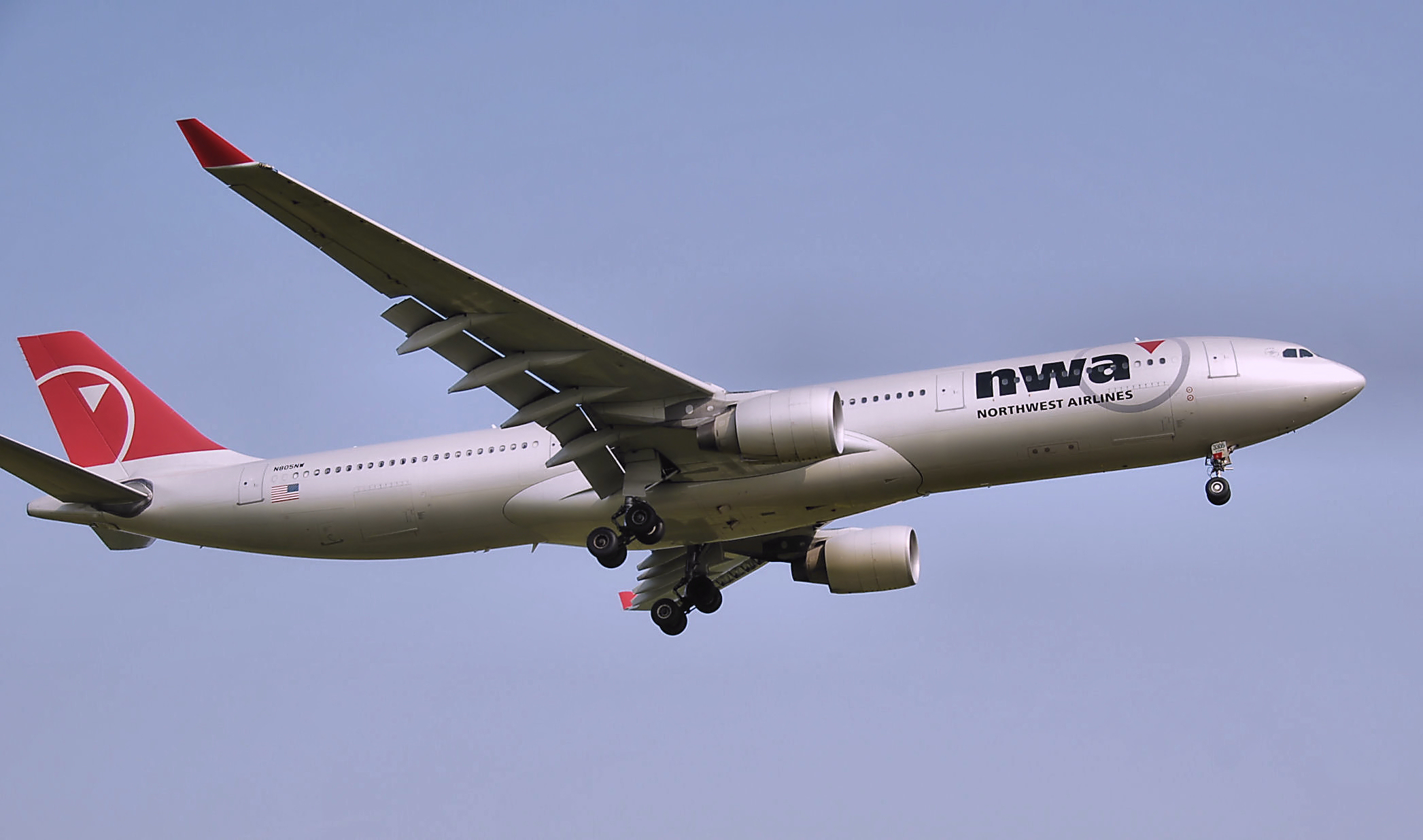
Airbus A330-323X